# Himne de Bòsnia i Hercegovina
Intermeco (adaptació a l'ortografia bosniana de la paraula Intermezzo) és el títol de l'himne nacional de Bòsnia i Hercegovina, des que es va adoptar el 10 de febrer de 1998, juntament amb una nova bandera. Aquest nou himne substitueix l'anterior, anomenat Jedna si Jedina, que fou acusat d'excloure les comunitats sèrbies i croates del país.
El compositor de la melodia és Dušan Šestić, i no conté lletra.